# NGC 359
NGC 359 (другие обозначения — UGC 662, MCG 0-3-66, ZWG 384.66, PGC 3817) — галактика в созвездии Кит.
Астроном Джон Дрейер описывал её как "очень слабая, очень маленькая". По оценкам, расстояние до галактики Млечный Путь – 338 миллионов световых лет, диаметр около 105 000 световых лет.
В той же области неба NGC 364.
Объект был обнаружен 2 сентября 1864 года немецким астрономом Альбертом Мартом.
Объект входит в число перечисленных в оригинальной редакции «Нового общего каталога».